# Lydia Cheromei

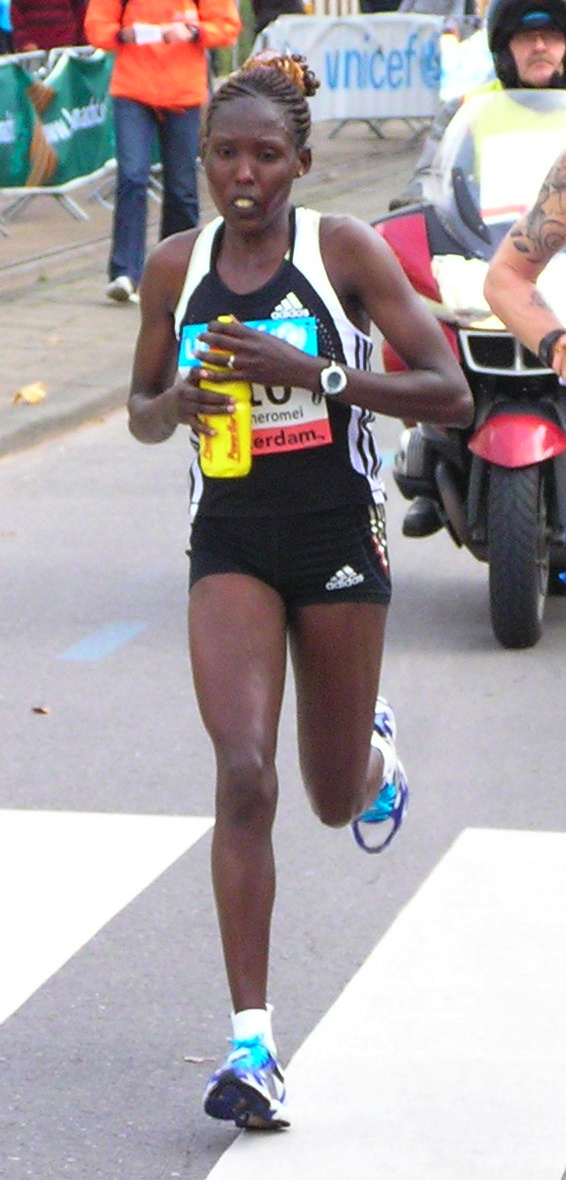
Lydia Cheromei beim Amsterdam-Marathon 2008

Lydia Cheromei (* 11. Mai 1977 im Distrikt Baringo) ist eine kenianische Langstreckenläuferin.

## Leben
Zunächst war sie als Cross- und Bahnläuferin erfolgreich. Bei den Crosslauf-Weltmeisterschaften 1991 wurde sie Juniorenweltmeisterin, bei den Crosslauf-Weltmeisterschaften 2000 wurde sie Vierte, und 2001 gewann sie die Bronzemedaille. 1992 und 1993 wurde sie jeweils afrikanische Vizemeisterin im 10.000-Meter-Lauf. Über 5000 Meter wurde sie Fünfte bei den Weltmeisterschaften 1997 in Athen und Sechste bei den Olympischen Spielen 2000 in Sydney. Sowohl im Crosslauf als auch über 5000 und 10.000 Meter wurde sie jeweils zweimal kenianische Meisterin.
Ihren ersten großen Erfolg im Straßenlauf hatte sie 1997 beim Schweizer Frauenlauf über 5 km, als sie mit 14:58 min einen Streckenrekord aufstellte, der noch heute Bestand hat. 2000 wiederholte sie ebendort ihren Sieg.
Nach einer Wettkampfpause von drei Jahren kehrte sie 2004 zurück: Sie gewann den Rotterdam-Halbmarathon, wurde Zweite bei den Halbmarathon-Weltmeisterschaften in Neu-Delhi und verfehlte bei ihrem Sieg im Zevenheuvelenloop über 15 km den damaligen Weltrekord um nur fünf Sekunden.
Am 24. Februar 2005 wurde bei ihr in Eldoret ein Dopingtest durchgeführt, bei dem man Clomifen nachwies. Nach Ablauf einer zweijährigen Sperre wegen eines Verstoßes gegen die Doping-Regeln kehrte sie 2008 ins Wettkampfgeschehen zurück. Beim Rotterdam-Halbmarathon stellte sie mit 1:08:35 h einen Streckenrekord auf, und gleich bei ihrem ersten Wettkampf über die Marathondistanz gewann sie den Amsterdam-Marathon in 2:25:57 h.
2009 wurde Cheromei Zweite beim Rotterdam-Marathon und Fünfte beim Toronto Waterfront Marathon. Zudem gewann sie den Bogotá-Halbmarathon. Im folgenden Jahr belegte sie beim Delhi-Halbmarathon den neunten Platz. Anfang 2011 wurde sie beim Dubai-Marathon Zweite in 2:23:01 h. Im weiteren Verlauf der Saison verbesserte sie die Streckenrekorde beim Prag-Halbmarathon, beim Prag-Marathon sowie bei Marseille – Cassis und wurde Fünfte beim Delhi-Halbmarathon.
2012 wurde sie Sechste in Dubai und Zweite beim Prag-Halbmarathon.

## Bestzeiten
- 3000 m: 8:29,14 min, 11. August 2000, Zürich
- 5000 m: 14:46,72 min, 26. August 1997, Berlin
- 10.000 m: 31:41,09 h, 27. Juni 1992, Belle Vue Maurel
- 15-km-Straßenlauf: 47:02 min, 21. November 2004, Nijmegen
- Halbmarathon: 1:07:26 h, 31. März 2012, Prag
- Marathon: 2:21:30 h, 27. Januar 2012, Dubai